# Montaña-Zamora
Montaña-Zamora es una de las entidades de población que conforman el municipio de Los Realejos, en la isla de Tenerife —Canarias, España—.

## Características
Está situada al este de la capital municipal, a unos 3,2 kilómetros de esta y a una altitud media de 290 m s. n. m.
Está formada por los núcleos de La Grimona, El Jardín, La Higuerita, La Montañeta y La Zamora.
La localidad cuenta con el Centro de Educación Infantil y Primaria La Montañeta, el C.I.P. Mencey Bentor, el Colegio de La Pureza de María, las iglesias parroquiales de San Cayetano en La Montañeta y de Ntra. Sra. de las Nieves en La Grimona, el tanatorio municipal San Diego Toribio, dos polideportivos, biblioteca pública, consultorio médico, farmacias, centro comercial Hiper-Dino, plazas públicas y parques infantiles, gasolineras, pequeños comercios, bares y restaurantes.
Aquí se encuentra una estación de la Inspección Técnica de Vehículos ITV, así como un área recreativa y la balsa de la Cruz Santa, así como el espacio natural protegido del Monumento Natural de la Montaña de los Frailes.

## Demografía
| Año        | 2000  | 2001  | 2002  | 2003  | 2004  | 2005  | 2006  | 2007  | 2008  | 2009  | 2010  | 2011  | 2012  | 2013  |
| ---------- | ----- | ----- | ----- | ----- | ----- | ----- | ----- | ----- | ----- | ----- | ----- | ----- | ----- | ----- |
| Habitantes | 3.871 | 3.811 | 3.835 | 3.816 | 3.836 | 3.873 | 3.886 | 3.856 | 3.936 | 3.984 | 4.006 | 4.008 | 4.066 | 4.041 |

| Núcleo       | Habitantes |
| ------------ | ---------- |
| La Grimona   | 716        |
| La Higuerita | 76         |
| El Jardín    | 300        |
| La Montañeta | 2.190      |
| La Zamora    | 681        |
| Diseminado   | 78         |

## Comunicaciones
Se accede al barrio por la Autopista del Norte TF-5, por la Carretera Nueva TF-324 o por la Carretera General La Luz TF-322.

### Transporte público
El barrio cuenta con una parada de taxis en la carretera de La Montaña.
En autobús —guagua— queda conectado mediante las siguientes líneas de TITSA:
| Línea | Trayecto                                          | Recorrido     |
| ----- | ------------------------------------------------- | ------------- |
| 339   | Puerto de la Cruz - Realejo Alto (circunvalación) | Horario/Línea |
| 390   | Puerto de la Cruz - Realejo Alto (por La Montaña) | Horario/Línea |

## Lugares de interés
- Hacienda de Poggio, siglo xviii
- Hacienda de San Ildefonso – Las Canales – Jardines de Castro, siglo xvii
- Casa rural Finca Saroga
- Casa rural El Patio de Tita
- Zona recreativa La Higuerita